# Anthracosironidae
Famille
Les Anthracosironidae sont une famille éteinte d'arachnides appartenant à l'ordre également éteint des Trigonotarbida.

## Description
Les espèces de cette famille datent du Lochkovien du Dévonien inférieur au Westphalien D du Pennsylvanien moyen du Carbonifère supérieur.

## Liste des genres
Selon The World Spider Catalog 11.0 :
- Anthracosiro Pocock, 1903
- Arianrhoda Dunlop & Selden, 2004

### Publication originale
- (en) Pocock, 1903 : A new Carboniferous arachnid. Geological Magazine, Decade 4, vol. 10, p. 247–251.